# Revoltas tenentistas em Sergipe
Oficiais do 28.º Batalhão de Caçadores (28.º BC) do Exército Brasileiro lançaram duas revoltas tenentistas em Sergipe, em 1924 e 1926. A primeira, inspirada pela Revolta Paulista de 1924, destituiu o governador Maurício Graccho Cardoso em 13 de julho e dominou Aracaju até sua derrota por tropas legalistas em 3 de agosto.  A segunda, inspirada pela passagem da Coluna Prestes pelo Piauí, foi deflagrada em 18 de janeiro de 1926 e reprimida em quatro horas de combate. Os levantes marcaram um espírito político combativo no batalhão, e um de seus líderes, Augusto Maynard Gomes, foi nomeado governador de Sergipe após a Revolução de 1930.
Em resposta à revolta tenentista iniciada em 5 de julho de 1924, diversos batalhões da região Nordeste receberam ordens de embarque para São Paulo, onde integrariam as forças legalistas. Mas o 28.º BC, em Sergipe, estava repleto de simpatizantes da revolta, e até um ano antes foi comandado pelo tenente-coronel Bernardo de Araújo Lima, chefe da guarnição sublevada de Rio Claro, São Paulo. Sediado na zona central de Aracaju, seus oficiais estavam imersos nas conversas das ruas, especialmente da classe média.
Articulações logo começaram para um levante em solidariedade ao de São Paulo. Por motivos logísticos, um levante no Nordeste não estava nos planos dos rebeldes em São Paulo, e até eles seriam surpreendidos pela notícia. O objetivo dos conspiradores em Sergipe era impedir o embarque do 28.º BC e de outros batalhões, seja convencendo-os a aderir ou atraindo-os para um enfrentamento. Dessa forma, a pressão sobre São Paulo seria aliviada.
Na madrugada de 13 de julho, o capitão Eurípedes Lima e os tenentes Maynard e Soarino tomaram conta do batalhão. Os praças presentes foram divididos em três pelotões: um ficou com o capitão Eurípedes no quartel e os demais saíram às 2h30 com os tenentes. Soarino atacou o Palácio do Governo, e Maynard, o alvo mais difícil, o quartel do Batalhão Policial. A guarda do Palácio, todo iluminado, foi atordoada pelos tiros dos atacantes, escondidos no escuro do jardim. Após eles fugirem, Soarino reforçou Maynard. O quartel policial foi cercado e se rendeu quando a munição aproximou-se do fim. Os rebeldes não tiveram baixas, enquanto os legalistas tiveram dois mortos e dois feridos. O major Jacintho Dias Ribeiro, comandante do 28.º BC, compareceu ao batalhão e tentou impor sua autoridade, mas foi preso pelo capitão Eurípedes. Outros oficiais que discordavam da revolta também foram presos.
Às 05h00 o governador foi cercado em sua residência, onde tinha apenas seis guardas. O objetivo dos rebeldes não era estadual, mas nacional, a deposição do presidente Artur Bernardes. Assim, eles convidaram o governador a aderir. Quando ele se recusou, foi preso. Ao amanhecer, o levante já tinha muito mais sucesso do que o ocorrido em São Paulo, que não chegou a dominar o governo estadual. Os rebeldes ofereceram o governo ao general Calazans, que também recusou. A solução foi instituir uma junta militar. Não houve mudanças significativas na administração pública, e a maioria das autoridades foram conservadas em seus postos. O funcionalismo público não recebeu benefícios ou represálias. O capitão Eurípedes exerceu o comando do batalhão, mas a liderança carismática era do tenente Maynard.
Muitos voluntários apresentaram-se ao batalhão; quando seu número diminuiu, o capitão Eurípedes mobilizou os reservistas em 26 de julho. De uma força inicial de 316 homens, os rebeldes chegaram a contar com 770. Eles contavam com a simpatia de várias classes sociais, mas boatos sobre a reação legalista resultaram num êxodo da população de Aracaju para o interior. Os rebeldes buscaram entendimento com os coronéis, mas estes viram o levante como ameaça a seu poder e mobilizarm seus “patriotas” para detê-lo.
Para defender Aracaju de uma invasão anfíbia, os rebeldes apagaram o farol, minaram a barra, retiraram as boias de sinalização e cavaram trincheiras nas praias. O capitão Eurípedes permaneceu em Aracaju, enquanto os tenentes Maynard e Soarino organizaram as defesas por terra, respectivamente nas frentes norte (Rosário do Catete e Carmo) e sul (São Cristóvão e Itaporanga). A reação legalista era liderada pelo general Marçal Nonato de Faria, comandante da 6.ª Região Militar. Ele tinha à sua disposição o contratorpedeiro Alagoas, que apareceu no horizonte em Aracaju no dia 23, criando alvoroço.
A verdadeira ofensiva vinha por terra. O 20.º, 21.º e 22.º batalhões, que também tinham ordens para seguir a São Paulo, ficaram no Nordeste. Em 27 de julho, esses três e mais um contingente da polícia baiana estavam em Salgado, no sul, totalizando 1.267 homens. No norte, 332 irregulares dos coronéis e policiais alagoanos estavam em Japaratuba. Com os rebeldes cercados, o general Marçal intimou-os à rendição, lembrando sua superioridade numérica e o fracasso do movimento em São Paulo. Os líderes da revolta fugiram de Aracaju, e os legalistas entraram na cidade, sem resistência, em 3 de agosto.
Maynard fugiu para São Paulo, onde foi capturado. Ele aguardou julgamento preso no 28.º, onde ele era popular na tropa e o regime de prisão era liberal, permitindo a articulação de um novo levante. Na noite de 18 de janeiro de 1926, ele e seus antigos companheiros lideraram o batalhão para os pontos estratégicos da cidade. Dessa vez, a reação da polícia foi mais forte e o levante foi sufocado após quatro horas de combate, nos quais Maynard foi ferido.

### Citações
1. 1 2  Lemos 2015, p. 3.
2. ↑  Donato 1987, p. 175, 209.
3. 1 2  Lemos 2015, p. 4.
4. ↑  Cardoso 2015, p. 139.
5. ↑  Lemos 2015, p. 6.
6. 1 2  Maynard 2008, p. 93.
7. 1 2  Meirelles 2006, p. 186-187.
8. ↑  Maynard 2008, p. 38.
9. ↑  Maynard 2008, p. 45-52.
10. ↑  Maynard 2008, p. 52-54.
11. 1 2  Maynard 2008, p. 89.
12. ↑  Maynard 2008, p. 116.
13. 1 2  Maynard 2008, p. 67.
14. ↑  Maynard 2008, p. 70.
15. ↑  Maynard 2008, p. 78.
16. ↑  Maynard 2008, p. 89, 108.
17. ↑  Meirelles 2002, p. 196.
18. ↑  Maynard 2008, p. 81-82.
19. 1 2  Meirelles 2002, p. 196-197.
20. ↑  Maynard 2008, p. 104.
21. ↑  Maynard 2008, p. 102.
22. ↑  Maynard 2008, p. 108.
23. ↑  Lemos 2015, p. 3-4.
24. ↑  Maynard 2008, p. 118-119.